# Антоніо Кебро
Антоніо Трасибюль Кебро (1909–1963) — голова Військової ради, тимчасовий президент Гаїті з 14 червня до 22 жовтня 1957 року.